# Соболев, Семён Филиппович
Семен Филиппович Соболев родился в 1759 г. в Твери, в купеческой семье. Купец 1-й гильдии. Его отец - Соболев Филипп Якимович - был первым избранным городским главой в 1776-1779 годах.

## Биография
Торговал хлебом и другим продовольствием, доставляя свой товар водным и сухи путями в Санкт-Петербург и дпугие города. Участвовал в казенных подрядах. В Твери имел 3 каменных дома в 1-й части и несколько лавок. владел двумя каменными и двумя деревянными домами в Санкт-Петербурге.
В структурах гражданского управления г. Твери занимал должности:
1794-1797 и 1800-1803  гг. - первый бургомистр в тверском городском магистрате;
Соболев С. Ф. дважды избирался городским главой: в 1806-1809 и 1818-1821 гг.
В 1811-1818 гг. служил в тверской судоходной расправе.